# HijackThis
HijackThis (別名HiJackThis、HJT)とはオープンソースの診断ツールで、Microsoft Windowsに対応している。当初はマリン・ベルコムが開発していたが、後にトレンドマイクロへ売却した。有名なスパイウェアのデータベースを頼らずにブラウザハイジャックを検知する手順が有名で、ユーザーのコンピュータを速くスキャンし、ブラウザハイジャック場所を表示し、該当するエントリーがあるか示す。ブラウザハイジャックの検知が主用途だが除去機能の使い方によってはコンピュータのソフトウェアに甚大な損傷を与えてしまう。また、スパイウェアは検知や除去をするわけではなく、ブラウザハイジャック活動を行う可能性のあるより一般的な拠点を示している。ブラウザハイジャックはマルウェアをコンピュータにインストールさせている。
2012年2月16日、トレンドマイクロはHijackThisのソースコードをオープンソースにし、SourceForgeで公開することを発表した。

## 使用
発見したエントリーを詳細に記録したプレーンテキストログファイルを生成し、一部のエントリーを修正することができる。このソフトに慣れていないユーザーは多くの場合注意を払うことやオプションを知識なしで使用するべきでないとされ、HijackThis自体がスキャン対象を必要かそうでないかを必要なエントリーのホワイトリストに入ってない限り区別することをしないため、意図しない形で動作に必要なプログラムが動作しなくなり、コンピュータや周辺機器の動作が停止してしまう場合がある。ただし、ファイルやレジストリのバックアップを行っており、間違いを犯した時にシステムを復元するときに活用することができる。
通常の用途は熟練ユーザーからエントリーを除去する必要があるかどうかを教えてもらうためにフォーラムにログファイルを投稿することである。保存されたログファイルを解析したり、ユーザーに推奨する点を提供したり、自動的にエントリーを除去することができる自動化ツールも存在する。しかし、このようなツールの使用に関してHijackThisのログを手動で扱っている人は、経験を積んでいないユーザーにとって危険なツールで熟練ユーザーへの相談することと比べたら正確さも信頼性も充分でないと警鐘を鳴らしている。
バージョンアップではタスクマネージャー、Hostsエディタ、代替データストリームスキャナが追加された。

## HijackPro
2002年から2003年にかけて、IT起業家のグレン・ブラッフ（Computer Hope UK経営者）がHijackThisを買収しようと策を講じており、HijackProというkillboxのようなプロセス終了機能を付けたプロフェッショナルバージョンの開発に加わった。HijackProは2003年から2004年にかけて違法サイトから230万件のダウンロードがあり、そのサイトではHijackThisという無料ソフトと紹介されていた。HijackProは現在Phoenix Technologiesの子会社になっているTouchstone Softwareに売却され、2007年にグレン・ブラッフが経営する企業の一つであるDrivemagic.comのソフトウェアであるDriverAgentに統合された。